# X Corp.
𝕏 Corp. — американська технологічна компанія, заснована бізнесменом та підприємцем Ілоном Маском 9 березня 2023 року, яка прийшла на зміну компанії Twitter, inc. Дочірня компанія холдингу 𝕏 Holdings Corp.

## Історія
9 липня 2025 року, як повідомила телерадіокомпанія CNN, Генеральна директорка соцмережі 𝕏 Лінда Яккаріно заявила, що залишає свою посаду після двох років керівництва компанією у якості головної виконавчої директорки (CEO) 𝕏 Corp. та соцмережі 𝕏.